# Artem Dovbyk
Artem Dovbyk (in ucraino Артем Олександрович Довбик?; Čerkasy, 21 giugno 1997) è un calciatore ucraino, attaccante della Roma e della nazionale ucraina.
A livello individuale ha vinto in due occasioni la classifica marcatori del campionato ucraino (2021-2022, 2022-2023) e una volta quella della Liga spagnola (2023-2024).

## Caratteristiche tecniche
È un centravanti mancino che dispone di buon fiuto del gol, oltre a essere abile nel gioco aereo e forte fisicamente.

## Carriera

### Club

#### Anni in Ucraina e Danimarca
Dovbyk inizia nel Čerkasy, squadra della sua città natale, con cui vince il campionato di seconda divisione ucraina nella stagione 2014-2015. Successivamente passa alla Dnipro, andando in prestito poi ai moldavi dello Zaria Balti, con cui vince la coppa nazionale. Tornato alla Dnipro, realizza 28 reti in 65 presenze fra il 2016 e il 2018 e passa poi al Midtjylland il 31 gennaio 2018, nel campionato danese, siglando 10 reti. Viene successivamente prestato al SønderjyskE, per poi tornare alla Dnipro, nel frattempo rifondata, il 17 luglio 2020.

#### Girona
Il 6 agosto 2023 Dobvyk viene acquistato a titolo definitivo dal Girona, nella Liga, firmando un contratto quinquennale. Debutta sei giorni dopo, subentrando nella prima giornata di campionato contro la Real Sociedad, siglando anche la sua prima rete (1-1). Realizza la sua prima doppietta con il club spagnolo il 22 ottobre successivo, al Montilivi, nella vittoria per 5-2 contro l'Almería. Il 21 gennaio 2024, invece, realizza una tripletta in soli sei minuti, tra il 13° e il 19° del primo tempo, nel match di campionato contro il Siviglia, vinto per 5-1. L'attaccante ucraino è tra gli assoluti protagonisti del miracolo Girona, capace di qualificarsi alla UEFA Champions League per la prima volta nella propria storia, successo a cui l'attaccante ucraino contribuisce con 24 gol, diventando il capocannoniere della Liga 2023-2024. Le sue prestazioni con la squadra catalana gli garantiscono la candidatura al pallone d’oro 2024.

#### Roma
Il 2 agosto 2024 viene ufficializzato il passaggio dell'attaccante ucraino alla Roma, con un trasferimento a titolo definitivo da 30,5 milioni di euro più 5,5 di bonus e il 10% sulla futura rivendita, per un massimo garantito di 38.5 milioni. Il 18 agosto esordisce con i giallorossi, e contestualmente in Serie A, nella partita in casa del Cagliari, pareggiata per 0-0.
Il 15 settembre ha realizzato la prima rete in maglia giallorossa in Serie A contro il Genoa per il momentaneo 0-1 del club capitolino. Il 18 dicembre, all'esordio in Coppa Italia segna la prima doppietta in giallorosso nell'ottavo di finale vinto per quattro a uno contro la Sampdoria. Conclude la sua prima stagione italiana segnando 12 reti in Serie A, risultando il miglior marcatore della squadra giallorossa.

### Nazionale
Nel marzo 2021 riceve la sua prima chiamata in nazionale maggiore. Esordisce il 31 del mese stesso nella partita pareggiata per 1-1 contro il Kazakistan.
Inserito nella lista dei pre-convocati per il campionato europeo 2020, viene poi confermato nella rosa dei 26 finali. Fa il suo esordio nella competizione agli ottavi contro la Svezia, siglando al 121º minuto il gol (il primo per lui in nazionale A) che porta la sua squadra ai quarti di finale.

## Statistiche

### Presenze e reti nei club
Statistiche aggiornate al 25 maggio 2025.
| Stagione           | Squadra            | Campionato         | Campionato | Campionato | Coppe nazionali | Coppe nazionali | Coppe nazionali | Coppe continentali | Coppe continentali | Coppe continentali | Altre coppe | Altre coppe | Altre coppe | Totale | Totale |
| Stagione           | Squadra            | Comp.              | Pres.      | Reti       | Comp.           | Pres.           | Reti            | Comp.              | Pres.              | Reti               | Comp.       | Pres.       | Reti        | Pres   | Reti   |
| ------------------ | ------------------ | ------------------ | ---------- | ---------- | --------------- | --------------- | --------------- | ------------------ | ------------------ | ------------------ | ----------- | ----------- | ----------- | ------ | ------ |
| 2014-2015          | Čerkasy            | DL                 | 20         | 7          | KU              | 1               | 0               | -                  | -                  | -                  | -           | -           | -           | 21     | 7      |
| 2015-gen. 2016     | Dnipro             | PL                 | 0          | 0          | KU              | 1               | 0               | UEL                | 0                  | 0                  | -           | -           | -           | 1      | 0      |
| gen.-giu. 2016     | Zarea Bălți        | DN                 | 3          | 0          | CM              | 1               | 0               | -                  | -                  | -                  | -           | -           | -           | 4      | 0      |
| 2016-2017          | Dnipro             | PL                 | 22         | 6          | KU              | 1               | 0               | -                  | -                  | -                  | -           | -           | -           | 23     | 6      |
| 2017-gen. 2018     | Dnipro             | DL                 | 13         | 12         | KU              | 0               | 0               | -                  | -                  | -                  | -           | -           | -           | 13     | 12     |
| Totale Dnipro      | Totale Dnipro      | Totale Dnipro      | 35         | 18         |                 | 2               | 0               |                    | -                  | -                  |             | -           | -           | 37     | 18     |
| gen.-giu. 2018     | Midtjylland        | SL                 | 10         | 1          | CD              | 2               | 0               | UEL                | 0                  | 0                  | -           | -           | -           | 12     | 1      |
| 2018-2019          | Midtjylland        | SL                 | 5          | 0          | CD              | 1               | 0               | UCL+UEL            | 0+0                | 0+0                | -           | -           | -           | 6      | 0      |
| lug.-set. 2019     | Midtjylland        | SL                 | 3          | 0          | CD              | 0               | 0               | UEL                | 1                  | 0                  | -           | -           | -           | 4      | 0      |
| Totale Midtjylland | Totale Midtjylland | Totale Midtjylland | 18         | 1          |                 | 3               | 0               |                    | 1                  | 0                  |             | -           | -           | 22     | 1      |
| set. 2019-2020     | SønderjyskE        | SL                 | 18         | 2          | CD              | 5               | 2               | -                  | -                  | -                  | -           | -           | -           | 23     | 4      |
| 2020-2021          | Dnipro-1           | PL                 | 24         | 6          | KU              | 3               | 4               | -                  | -                  | -                  | -           | -           | -           | 27     | 10     |
| 2021-2022          | Dnipro-1           | PL                 | 17         | 14         | KU              | 1               | 0               | -                  | -                  | -                  | -           | -           | -           | 18     | 14     |
| 2022-2023          | Dnipro-1           | PL                 | 30         | 24         | -               | -               | -               | UEL+UECL           | 2+7                | 0+5                | -           | -           | -           | 39     | 29     |
| lug.-ago. 2023     | Dnipro-1           | PL                 | -          | -          | KU              | -               | -               | UCL                | 2                  | 1                  | -           | -           | -           | 2      | 1      |
| Totale Dnipro-1    | Totale Dnipro-1    | Totale Dnipro-1    | 71         | 44         |                 | 4               | 4               |                    | 11                 | 6                  |             | -           | -           | 86     | 54     |
| 2023-2024          | Girona             | PD                 | 36         | 24         | CR              | 3               | 0               | -                  | -                  | -                  | -           | -           | -           | 39     | 24     |
| 2024-2025          | Roma               | A                  | 32         | 12         | CI              | 2               | 3               | UEL                | 11                 | 2                  | -           | -           | -           | 45     | 17     |
| 2025-2026          | Roma               | A                  | -          | -          | CI              | -               | -               | UEL                | -                  | -                  | -           | -           | -           | -      | -      |
| Totale Roma        | Totale Roma        | Totale Roma        | 32         | 12         |                 | 2               | 3               |                    | 11                 | 2                  |             | -           | -           | 45     | 17     |
| Totale carriera    | Totale carriera    | Totale carriera    | 233        | 108        |                 | 21              | 9               |                    | 23                 | 8                  |             | -           | -           | 277    | 125    |

### Cronologia presenze e reti in nazionale
| Cronologia completa delle presenze e delle reti in nazionale ― Ucraina | Cronologia completa delle presenze e delle reti in nazionale ― Ucraina | Cronologia completa delle presenze e delle reti in nazionale ― Ucraina | Cronologia completa delle presenze e delle reti in nazionale ― Ucraina | Cronologia completa delle presenze e delle reti in nazionale ― Ucraina | Cronologia completa delle presenze e delle reti in nazionale ― Ucraina | Cronologia completa delle presenze e delle reti in nazionale ― Ucraina | Cronologia completa delle presenze e delle reti in nazionale ― Ucraina |
| Data                                                                   | Città                                                                  | In casa                                                                | Risultato                                                              | Ospiti                                                                 | Competizione                                                           | Reti                                                                   | Note                                                                   |
| ---------------------------------------------------------------------- | ---------------------------------------------------------------------- | ---------------------------------------------------------------------- | ---------------------------------------------------------------------- | ---------------------------------------------------------------------- | ---------------------------------------------------------------------- | ---------------------------------------------------------------------- | ---------------------------------------------------------------------- |
| 31-3-2021                                                              | Kiev                                                                   | Ucraina                                                                | 1 – 1                                                                  | Kazakistan                                                             | Qual. Mondiali 2022                                                    | -                                                                      | 81’                                                                    |
| 23-5-2021                                                              | Charkiv                                                                | Ucraina                                                                | 1 – 1                                                                  | Bahrein                                                                | Amichevole                                                             | -                                                                      | 46’                                                                    |
| 29-6-2021                                                              | Glasgow                                                                | Svezia                                                                 | 1 – 2 dts                                                              | Ucraina                                                                | Euro 2020 - Ottavi di finale                                           | 1                                                                      | 106’ 120+1’                                                            |
| 9-10-2021                                                              | Helsinki                                                               | Finlandia                                                              | 1 – 2                                                                  | Ucraina                                                                | Qual. Mondiali 2022                                                    | -                                                                      | 86’                                                                    |
| 11-11-2021                                                             | Odessa                                                                 | Ucraina                                                                | 1 – 1                                                                  | Bulgaria                                                               | Amichevole                                                             | -                                                                      | 46’                                                                    |
| 16-11-2021                                                             | Zenica                                                                 | Bosnia ed Erzegovina                                                   | 0 – 2                                                                  | Ucraina                                                                | Qual. Mondiali 2022                                                    | 1                                                                      | 75’                                                                    |
| 1-6-2022                                                               | Glasgow                                                                | Scozia                                                                 | 1 – 3                                                                  | Ucraina                                                                | Qual. Mondiali 2022                                                    | 1                                                                      | 78’                                                                    |
| 5-6-2022                                                               | Cardiff                                                                | Galles                                                                 | 1 – 0                                                                  | Ucraina                                                                | Qual. Mondiali 2022                                                    | -                                                                      | 71’                                                                    |
| 8-6-2022                                                               | Dublino                                                                | Irlanda                                                                | 0 – 1                                                                  | Ucraina                                                                | UEFA Nations League 2022-2023 - 1º turno                               | -                                                                      | 80’                                                                    |
| 11-6-2022                                                              | Łódź                                                                   | Ucraina                                                                | 3 – 0                                                                  | Armenia                                                                | UEFA Nations League 2022-2023 - 1º turno                               | -                                                                      | 70’                                                                    |
| 14-6-2022                                                              | Łódź                                                                   | Ucraina                                                                | 1 – 1                                                                  | Irlanda                                                                | UEFA Nations League 2022-2023 - 1º turno                               | 1                                                                      | 73’                                                                    |
| 21-9-2022                                                              | Glasgow                                                                | Scozia                                                                 | 3 – 0                                                                  | Ucraina                                                                | UEFA Nations League 2022-2023 - 1º turno                               | -                                                                      | 67’                                                                    |
| 24-9-2022                                                              | Erevan                                                                 | Armenia                                                                | 0 – 5                                                                  | Ucraina                                                                | UEFA Nations League 2022-2023 - 1º turno                               | 2                                                                      | 67’                                                                    |
| 27-9-2022                                                              | Cracovia                                                               | Ucraina                                                                | 0 – 0                                                                  | Scozia                                                                 | UEFA Nations League 2022-2023 - 1º turno                               | -                                                                      | 75’                                                                    |
| 26-3-2023                                                              | Londra                                                                 | Inghilterra                                                            | 2 – 0                                                                  | Ucraina                                                                | Qual. Euro 2024                                                        | -                                                                      | 74’                                                                    |
| 12-6-2023                                                              | Brema                                                                  | Germania                                                               | 3 – 3                                                                  | Ucraina                                                                | Amichevole                                                             | -                                                                      | 64’                                                                    |
| 16-6-2023                                                              | Skopje                                                                 | Macedonia del Nord                                                     | 2 – 3                                                                  | Ucraina                                                                | Qual. Euro 2024                                                        | -                                                                      | 45+1’ 46’                                                              |
| 19-6-2023                                                              | Trnava                                                                 | Ucraina                                                                | 1 – 0                                                                  | Malta                                                                  | Qual. Euro 2024                                                        | -                                                                      | 63’                                                                    |
| 9-9-2023                                                               | Wroclaw                                                                | Ucraina                                                                | 1 – 1                                                                  | Inghilterra                                                            | Qual. Euro 2024                                                        | -                                                                      | 65’                                                                    |
| 12-9-2023                                                              | Milano                                                                 | Italia                                                                 | 2 – 1                                                                  | Ucraina                                                                | Qual. Euro 2024                                                        | -                                                                      | 58’                                                                    |
| 14-10-2023                                                             | Praga                                                                  | Ucraina                                                                | 2 – 0                                                                  | Macedonia del Nord                                                     | Qual. Euro 2024                                                        | -                                                                      | 76’                                                                    |
| 17-10-2023                                                             | Ta' Qali                                                               | Malta                                                                  | 1 – 3                                                                  | Ucraina                                                                | Qual. Euro 2024                                                        | 1                                                                      |                                                                        |
| 20-11-2023                                                             | Leverkusen                                                             | Ucraina                                                                | 0 – 0                                                                  | Italia                                                                 | Qual. Euro 2024                                                        | -                                                                      |                                                                        |
| 21-3-2024                                                              | Zenica                                                                 | Bosnia ed Erzegovina                                                   | 1 – 2                                                                  | Ucraina                                                                | Qual. Euro 2024                                                        | 1                                                                      | 90+2’                                                                  |
| 26-3-2024                                                              | Breslavia                                                              | Ucraina                                                                | 2 – 1                                                                  | Islanda                                                                | Qual. Euro 2024                                                        | -                                                                      | 72’                                                                    |
| 3-6-2024                                                               | Norimberga                                                             | Germania                                                               | 0 – 0                                                                  | Ucraina                                                                | Amichevole                                                             | -                                                                      | 73’                                                                    |
| 7-6-2024                                                               | Varsavia                                                               | Polonia                                                                | 3 – 1                                                                  | Ucraina                                                                | Amichevole                                                             | 1                                                                      | 76’                                                                    |
| 11-6-2024                                                              | Chișinău                                                               | Moldavia                                                               | 0 – 4                                                                  | Ucraina                                                                | Amichevole                                                             | 1                                                                      | 46’                                                                    |
| 17-6-2024                                                              | Monaco di Baviera                                                      | Romania                                                                | 3 – 0                                                                  | Ucraina                                                                | Euro 2024 - 1º turno                                                   | -                                                                      |                                                                        |
| 21-6-2024                                                              | Düsseldorf                                                             | Slovacchia                                                             | 1 – 2                                                                  | Ucraina                                                                | Euro 2024 - 1º turno                                                   | -                                                                      | 67’                                                                    |
| 26-6-2024                                                              | Stoccarda                                                              | Ucraina                                                                | 0 – 0                                                                  | Belgio                                                                 | Euro 2024 - 1º turno                                                   | -                                                                      | 69’                                                                    |
| 11-10-2024                                                             | Poznań                                                                 | Ucraina                                                                | 1 – 0                                                                  | Georgia                                                                | UEFA Nations League 2024-2025 - 1º turno                               | -                                                                      | 75’                                                                    |
| 14-10-2024                                                             | Breslavia                                                              | Ucraina                                                                | 1 – 1                                                                  | Rep. Ceca                                                              | UEFA Nations League 2024-2025 - 1º turno                               | 1                                                                      | 81’                                                                    |
| 16-11-2024                                                             | Batumi                                                                 | Georgia                                                                | 1 – 1                                                                  | Ucraina                                                                | UEFA Nations League 2024-2025 - 1º turno                               | -                                                                      | 80’                                                                    |
| 19-11-2024                                                             | Tirana                                                                 | Albania                                                                | 1 – 2                                                                  | Ucraina                                                                | UEFA Nations League 2024-2025 - 1º turno                               | -                                                                      | 76’ 79’                                                                |
| 23-3-2025                                                              | Genk                                                                   | Belgio                                                                 | 3 – 0                                                                  | Ucraina                                                                | UEFA Nations League 2024-2025 - Play-off                               | -                                                                      | 69’                                                                    |
| Totale                                                                 |                                                                        | Presenze                                                               | 36                                                                     |                                                                        | Reti (9º posto)                                                        | 11                                                                     |                                                                        |

| Cronologia completa delle presenze e delle reti in nazionale ― Ucraina under 21 | Cronologia completa delle presenze e delle reti in nazionale ― Ucraina under 21 | Cronologia completa delle presenze e delle reti in nazionale ― Ucraina under 21 | Cronologia completa delle presenze e delle reti in nazionale ― Ucraina under 21 | Cronologia completa delle presenze e delle reti in nazionale ― Ucraina under 21 | Cronologia completa delle presenze e delle reti in nazionale ― Ucraina under 21 | Cronologia completa delle presenze e delle reti in nazionale ― Ucraina under 21 | Cronologia completa delle presenze e delle reti in nazionale ― Ucraina under 21 |
| Data                                                                            | Città                                                                           | In casa                                                                         | Risultato                                                                       | Ospiti                                                                          | Competizione                                                                    | Reti                                                                            | Note                                                                            |
| ------------------------------------------------------------------------------- | ------------------------------------------------------------------------------- | ------------------------------------------------------------------------------- | ------------------------------------------------------------------------------- | ------------------------------------------------------------------------------- | ------------------------------------------------------------------------------- | ------------------------------------------------------------------------------- | ------------------------------------------------------------------------------- |
| 6-10-2016                                                                       | Kiev                                                                            | Ucraina under 21                                                                | 1 – 1                                                                           | Irlanda del Nord under 21                                                       | Qual. Europeo Under-21 2017                                                     | -                                                                               | 80’                                                                             |
| 11-11-2016                                                                      | Poltava                                                                         | Ucraina under 21                                                                | 1 – 0                                                                           | Bielorussia under 21                                                            | Amichevole                                                                      | -                                                                               | 46’                                                                             |
| 24-3-2017                                                                       | Istanbul                                                                        | Turchia under 21                                                                | 1 – 1                                                                           | Ucraina under 21                                                                | Amichevole                                                                      | -                                                                               | 46’                                                                             |
| 28-3-2017                                                                       | Novi Sad                                                                        | Serbia under 21                                                                 | 1 – 1                                                                           | Ucraina under 21                                                                | Amichevole                                                                      | 1                                                                               |                                                                                 |
| 1-9-2017                                                                        | Jelgava                                                                         | Lettonia under 21                                                               | 1 – 1                                                                           | Ucraina under 21                                                                | Qual. Europeo Under-21 2019                                                     | -                                                                               | 59’                                                                             |
| 22-3-2018                                                                       | Aidussina                                                                       | Slovenia under 21                                                               | 2 – 3                                                                           | Ucraina under 21                                                                | Amichevole                                                                      | 1                                                                               | 46’                                                                             |
| 27-3-2018                                                                       | Sheffield                                                                       | Inghilterra under 21                                                            | 2 – 1                                                                           | Ucraina under 21                                                                | Qual. Europeo Under-21 2019                                                     | -                                                                               | 74’                                                                             |
| Totale                                                                          |                                                                                 | Presenze                                                                        | 7                                                                               |                                                                                 | Reti                                                                            | 2                                                                               |                                                                                 |

## Palmarès

### Club
- Campionato danese: 1

Midtjylland: 2017-2018
- Coppa di Danimarca: 2

Midtjylland: 2018-2019
SønderjyskE: 2019-2020

### Individuale
- Capocannoniere della Coppa d'Ucraina: 1

2020-2021 (4 reti, ex aequo con Mykola Buj)
- Capocannoniere del campionato ucraino: 2

2021-2022 (14 reti),
2022-2023 (24 reti)
- Capocannoniere del campionato spagnolo: 1

2023-2024 (24 reti)